# الإشباع المتأخر
الإشباع المتأخر، أو الإشباع المؤجل، هو مقاومة إغراء المتعة الفورية على أمل الحصول على مكافأة قيمة وطويلة الأمد على المدى الطويل. بعبارة أخرى، الإشباع المتأخر هو العملية التي يمر بها الشخص عندما يقاوم إغراء بمكافأة حالية وفورية من أجل مكافأة لاحقة. بشكل عام، يرتبط الإشباع المتأخر بمقاومة مكافأة أصغر ولكنها فورية من أجل الحصول على مكافأة أكبر أو أكثر ديمومة في وقت لاحق. ربطت مجموعة متزايدة من الأدبيات القدرة على تأخير الإشباع بمجموعة من النتائج الإيجابية الأخرى، بما في ذلك النجاح الأكاديمي، والصحة البدنية، والصحة النفسية، والكفاءة الاجتماعية.
ترتبط قدرة الشخص على تأخير الإشباع بمهارات أخرى مماثلة مثل الصبر والتحكم في الانفعالات وضبط النفس وقوة الإرادة، وكلها تشارك في التنظيم الذاتي. على نطاق واسع، يشمل التنظيم الذاتي قدرة الشخص على تكييف الذات حسب الضرورة لتلبية متطلبات البيئة. الإشباع المتؤخر هو عكس خصم التأخير، وهو «تفضيل المكافآت الفورية الأصغر على المكافآت الأكبر ولكن المتأخرة» ويشير إلى «حقيقة أن القيمة الذاتية للمكافأة تتناقص مع زيادة التأخير في استلامها». من المفترض أن القدرة على اختيار المكافآت المتأخرة تخضع لسيطرة نظام الشخصية المعرفية والعاطفية (CAPS).
يمكن أن تؤثر عدة عوامل على قدرة الشخص على تأخير الإشباع. يمكن للاستراتيجيات المعرفية، مثل استخدام الأفكار المشتتة أو «الهادئة»، أن تزيد من قدرة التأخير،  كما يمكن للعوامل العصبية، مثل قوة الاتصالات في المسار الجبهي-المخطط. ركز الباحثون السلوكيون على الحالات الطارئة التي تحكم الخيارات لتقوية القدرة على التأخير، ودرسوا كيفية التعامل مع تلك الحالات الطارئة من أجل إطالة التأخير. يلعب العمر دورًا أيضًا؛ يُظهر الأطفال الذين تقل أعمارهم عن خمس سنوات نقصًا ملحوظًا في تأخر القدرة على الإرضاء ويسعون في الغالب إلى الإشباع الفوري. يشير الاختلاف الصغير جدًا بين الذكور والإناث إلى أن الإناث قد تكون أفضل في تأخير المكافآت. ترتبط القدرة على الانتظار أو البحث عن التعزيز الفوري بالسلوكيات المتعلقة بالتجنب مثل التسويف والتشخيصات السريرية الأخرى مثل القلق واضطراب فرط الحركة ونقص الانتباه والاكتئاب.

## تجربة الخطمي (المارشميلو) بجامعة ستانفورد
أجرى والتر ميشيل البحث الأهم حول الإشباع المتأخر - «تجربة الخطمي» الشهيرة الآن - في الستينيات والسبعينيات من القرن الماضي في جامعة ستانفورد. كان ميشيل وزملاؤه مهتمين بالاستراتيجيات التي يستخدمها أطفال الروضة (ما قبل الابتدائي) لمقاومة الإغراء. قدموا لأطفال في الرابعة من العمر حلوى المارشميلو وأخبروا الأطفال أن لديهم خيارين: (1) قرع الجرس في أي وقت لاستدعاء الأستاذ وأكل المارشميلو، أو (2) الانتظار حتى يعود الأستاذ (بعد حوالي 15 دقيقة)، واكسب اثنين من المارشميلو !. كانت الرسالة: «مكافأة صغيرة الآن، مكافأة أكبر فيما بعد». لقد انهار بعض الأطفال وأكلوا المارشميلو، بينما تمكن آخرون من تأخير الإشباع وكسب اثنين من أعشاب من الفصيلة الخبازية. خلال هذه التجارب، وجد ميشيل أن الأطفال كانوا قادرين على الانتظار لفترة أطول إذا استخدموا بعض أساليب الإلهاء «الرائعة» (تغطية أعينهم، والاختباء تحت المكتب، وغناء الأغاني،  أو تخيل المعجنات بدلاً من المارشميلو أمامهم)، أو إذا غيروا طريقة تفكيرهم في المارشميلو (مع التركيز على تشابهها مع كرة قطنية، بدلاً من التركيز على طعمها اللذيذ اللذيذ) 
أظهر الأطفال الذين انتظروا لفترة أطول، عندما أعيد تقييمهم كمراهقين وكبار، مجموعة مذهلة من المزايا على أقرانهم. كمراهقين، كان لديهم درجات أعلى في اختبار SAT ، وكفاءة اجتماعية، وثقة بالنفس، وتقدير الذات، وصنفهم آباؤهم على أنهم أكثر نضجًا، وأكثر قدرة على التعامل مع التوتر، وكثيرا ما يقومون بالتخطيط المسبق، وأكثر استخداما للعقل. كانوا أقل عرضة لاضطرابات السلوك أو مستويات عالية من الاندفاع والعدوانية وفرط النشاط. كبالغين، كان الأشخاص الذين أخروا شهوتهم أكثر أقل عرضة لمشاكل المخدرات أو السلوكيات الأخرى التي تسبب الإدمان، أو الطلاق،  أو زيادة الوزن. كل دقيقة يتمكن فيها طفل ما قبل المدرسة من تأخير الإشباع تُترجم إلى انخفاض بنسبة 2٪ في مؤشر كتلة الجسم بعد 30 عامًا.
تتطلب كل واحدة من هذه النتائج الإيجابية بعض القدرة على التنازل عن المكافأة قصيرة الأجل لصالح مكافأة أعلى في المستقبل. يبدو أيضًا أن القدرة على تأخير الإشباع تمثل حاجزًا ضد حساسية الرفض (الميل إلى القلق عند توقع الرفض بين الأشخاص). في متابعة لمدة 20 عامًا لتجربة المارشميلو، كان الأفراد المعرضون لحساسية رفض عالية والذين أظهروا تأخرًا قويًا في قدرات الإشباع أثناء مرحلة الروضة أظهروا تقديرا أكبر لذواتهم ومهارات تأقلم أكثر تكيفًا، مقارنةً بالأفراد الذين لديهم حساسية عالية من الرفض ولكن تأخرإشباع منخفض في سن الرابعة.

## العوامل التي تؤثر على قدرة الفرد

### العوامل العصبية
تؤثر طريقة تأطير الشخص للموقف بشكل كبير على نتيجة القرار. فيما يتعلق بالاستراتيجيات التي توصف مجازًا بالساخنة والباردة، تشير الأبحاث إلى أن تركيز الأطفال على العوامل المثيرة في المكافأة، أي صفاتها الساخنة (كالمذاق والرائحة والصوت والإحساس وما إلى ذلك)، يقلل من سيطرتهم على أنفسهم ومعدل تأجيل الإشباع لديهم، بينما يرتبط توجيه الانتباه إلى رمز المكافأة عبر التركيز على صفاتها المجردة، أي الصفات الباردة لها (كالشكل واللون والعدد وما إلى ذلك)، بتعزيز ضبط النفس وزيادة معدل تأجيل الإشباع. يمكن الوصول لأقصى مستويات الإشباع المتأخر وضبط النفس عن طريق توجيه الانتباه إلى عنصر منافس آخر، وخصوصًا صفاته المثيرة الساخنة. على سبيل المثال، يزداد التأخير عند التفكير في طعم الفشار ورائحته أثناء انتظار تناول الحلوى. يوضح هذا قدرة الفرد على التلاعب في التمثيل المعرفي للمحفزات الخارجية لأسباب هادفة.
يماثل الإشباع المتأخر القدرة على كبح الرغبة بالإشباع الفوري، الأمر الذي يتطلب امتلاك ضبط معرفي. يمثل الجسم المخطط البطني، الموجود في الدماغ المتوسط، مركز المكافأة من الجهاز النطاقي، وذلك بالإضافة إلى كونه مركز المتعة. يستجيب الجهاز الحوفي دائمًا لأي متعة فورية محتملة. ولتجاوز هذه الغريزة، يجب أن تكون قشرة الفص الجبهي الأمامية، والتي ترتبط أيضًا بالمنطق والتفكير العقلاني، نشطة. تمثل قشرة الفص الجبهي الأمامية الجزء الذي يحدد تركيز انتباه الشخص، ما يتيح تأطيرًا أفضل يسهل تحقيق الإشباع المتأخر. خلال فترة المراهقة وبداية سن الرشد، تتطور قشرة الفص الجبهي الأمامية وتنضج لتصبح أكثر تعقيدًا وارتباطًا ببقية الدماغ. ولهذا السبب، يجد الأطفال الأكبر سنًا والبالغون مهام الإشباع المتأخر أسهل من الأطفال الصغار. ومع ذلك، تظل القدرة النسبية على إرجاء الإشباع مستقرة طوال فترة التطور. يكبر الأطفال الذين يستطيعون التحكم بشكل أفضل في دوافعهم ليصبحوا بالغين قادرين أيضًا على التحكم بدوافعهم بشكل أفضل. تكون ممارسة مهام الإشباع المتأخر مفيدة جدًا للقدرات المعرفية طوال الحياة.

### العوامل السلوكية
يركز علماء السلوك على اكتساب القدرة على تأجيل الإشباع وتعليمها، وقد طوروا تقنيات علاجية لزيادة القدرة على إرجاء الإحساس بالمكافأة. يستفيد محللو السلوك من المبادئ الفعالة لعملية التعزيز عند تهذيبهم سلوك ما عبر جعل المكافآت متوقفة على السلوك الحالي للشخص، ما يعزز تعلم إرجاء المكافأة. يجب الانتباه إلى أن نجاح نظام تعديل السلوك يتوقف على القيمة التي تعنيها المكافأة للمشارك. بدون مكافأة ذات مغزى، لن يكون إرجاء المكافأة أو الحصول عليها مباشرةً مفيد جدًا، إذ لن تكون المكافأة معززًا قويًا للسلوك المرغوب.
يرى منظرو السلوك أن إرجاء المكافأة مهارة تكيفية، وقد أثبتت الأبحاث أن تعلم إرجاء المكافأة يعزز السلوك الاجتماعي الإيجابي، كسلوكيات المشاركة والعلاقات الإيجابية بين الأقران. على سبيل المثال، يكون الطلاب الذين تعلموا إرجاء المكافأة أكثر قدرة على إكمال الأنشطة المخصصة لهم. أي ببساطة، إذا قام شخص ما بنشاط ما مقابل وعد بمكافأة لاحقة، يرتفع احتمال إنجازه للمهمة.
وجد الباحثون السلوكيون أن اختيار المكافأة الفورية مقابل المكافأة اللاحقة يتأثر بعدة عوامل، وهذا يتضمن تقديم المكافأة تعزيز سلبي أو إيجابي. ركزت دراسة سابقة أجراها سولنيك وزملاؤه على تجربة محددة زمنيًا بناءً على رغبة المشاركين، وفي هذه التجربة، يتعرض المشاركون لضوضاء عالية لفترات زمنية متغيرة: 15 و30 و60 و90 ثانية، ولكنهم يستطيعون إيقاف الضوضاء بأزرار خاصة، إذ يوجد زر يقوم بإيقاف الضوضاء لفترة قصيرة من الوقت وآخر يقوم بإيقافها لفترة طويلة. لاحظ الباحثون أن المشاركين يميلون لإيقاف الضوضاء فورًا لمدة 90 ثانية بدلًا من إيقافها لمدة 120 ثانية بشرط انتظارهم 60 ثانية قبل ذلك. توضح النتائج أن المشاركين اختاروا عدم تأخير رغبتهم بتخفيف الضوضاء بل اختاروا إيقافها على الفور لفترة زمنية أقصر.

#### العتبات الفردية للتأخير
في دراسة أجريت عام 2011، حاول الباحثون معرفة ما إذا كان الناس سيختارون طوعيًا بين المكافأة الفورية والمؤجلة عبر منحهم مبلغ محدد من المال (الافتراضي) الذي يمكنهم الحصول عليه في الوقت الحالي، أو إخبارهم أنه يمكنهم الانتظار لمدة شهر للحصول على مبلغ أكبر. أشارت النتائج إلى أن الرغبة في تأخير المكافأة تعتمد على مقدار الأموال المقدمة للمشاركين، ولكنها أظهرت أيضًا تباينًا فرديًا واسعًا في عتبة المكافأة اللاحقة الكافية للتنازل عن المكافأة الفورية. قد تتأثر القيمة الفردية للمكافأة أيضًا بالطريقة التي توصف بها المكافأة المحتملة اللاحقة. كما تنص النظرية الاحتمالية، الناس يكرهون الخسارة بشدة. وبشكل عام، يميل الناس إلى تقدير سلعة ما بشكل أكبر عندما يعتبروها شيئًا يمكن فقده أو التخلي عنه مقارنةً بتقييمهم لها كمكسب محتمل لاحق.

#### مدة التأخير الزمني
تؤثر المدة الزمنية اللازمة للحصول المكافأة النهائية أيضًا على اختيار المشاركين للإشباع الفوري أو المؤجل. أظهرت دراسة أجريت عام 2001 أن تأخير منح المكافأة لفترة طويلة من الوقت، أي بعد 180- 300 شهر (15- 25 سنة) مثلًا، يجعل المبلغ النقدي للمكافأة غير مهم. عوضًا عن ذلك، يختار معظم المشاركين الحصول على المكافأة الفورية، حتى لو كانت مكافأتهم المؤجلة كبيرة جدًا. يعني ذلك أن الإشباع المتأخر له حدود معينة، ويعتبر بأنه لا يستحق الانتظار عندما تكون الفترة اللازمة للحصول على المكافأة طويلة جدًا.

#### التدريب السلوكي

##### استخداماته في الفصول الدراسية
في أحد الفصول الدراسية للصف الثالث الابتدائي في جنوب ويلز، واجه أحد المعلمين صعوبة في إلزام ثلاث فتيات على التركيز في مهامهم أثناء أوقات دراسة محددة خاصة. ولهذا الغرض طلب المعلم مساعدة محللي السلوك، الذين وضعوا خطة تعديل سلوكي يدعم تعلم إرجاء المكافأة. وضعت الدراسة حدودًا لعدد الأسئلة التي يمكن للأطفال طرحها، وفي حال لم يتجاوزوا الحد، يمنحون رموزًا كمكافأة على ذلك. يعتبر الاقتصاد الرمزي للمكافآت مثالًا على الإشباع المتأخر، عبر وسائل المعالجة الباردة. بهذه الطريقة، جعلهن المعلم يركزن على عدد الأسئلة اللاتي يملكن، وما إذا كن فعلًا بحاجة إلى طلب مساعدته، عوضًا عن تركيزهن على سلوكيات السعي لجذب الانتباه التي تشتت انتباه المعلم والطلاب. جعلت الخطة الطالبات تركزن على كسب الرموز بدلًا من تركيزهن على المكافأة النهائية، ما زاد فترة تأخير الإشباع. عبر منح الأطفال هذا الهدف وتقديم وعود تعزز السلوك الجيد إيجابًا، انخفض معدل طرح الفتيات للأسئلة كما انخفضت درجة ممارستهن لسلوكيات السعي لجذب الانتباه.